# Enter the Chicken
Enter the Chicken är det 14:e studioalbumet av gitarristen Buckethead. Albumet blev släppt 25 oktober 2005 av Serj Tankian, Serjical Strike.

## Låtlista
| Nr           | Titel                                                     | Kompositör   | Längd       |
| ------------ | --------------------------------------------------------- | ------------ | ----------- |
| 1.           | Intro                                                     |              | 0:15        |
| 2.           | We Are One (Innehåller Serj Tankian)                      |              | 4:01        |
| 3.           | Botnus (Innehåller Efrem Schulz)                          |              | 3:24        |
| 4.           | Three Fingers (Innehåller Saul Williams)                  |              | 2:58        |
| 5.           | Running from the Light (Innehåller Gigi och Maura Davis)  |              | 4:42        |
| 6.           | Coma (Innehåller Azam Ali och Serj Tankian)               |              | 5:38        |
| 7.           | Waiting Hare (innehåller Shana Halligan och Serj Tankian) |              | 5:43        |
| 8.           | Interlude (uppträdd av Donald Conviser)                   |              | 0:18        |
| 9.           | Funbus (innehåller Bad Acid Trip)                         |              | 3:25        |
| 10.          | The Hand (Innehåller Maximum Bob och Ani Maldjian)        |              | 4:24        |
| 11.          | Nottingham Lace                                           |              | 6:33        |
| 12.          | Shen Chi                                                  |              | 2:47        |
| Total längd: | Total längd:                                              | Total längd: | 41:21/44:08 |

## Befattningshavare
- Spår # 1-7, 9-11 Inspelad på John Merrick Recorder
- spår # 8 är inspelad vid Serjical Strike Dungeons
- Sång för spår # 1-4, 6-10 är också inspelad vid Serjical Strike.
- Producerad av Serj Tankian
- teknik,mixad och samproducerad av Dan Monti
- mixad vid Binge Factory
- Vocaleffekter på spår # 5 av Bill Laswell, Cam Dinunzio
- Ytterligare Programmering av Dan Monti
- Behärskas av Paul Miner på Buzzbomb Studios
- A & R Samordning av Serj Tankian och George Tonikian
- Buckethead's Legal Representation: Stan Diamond Esq., Diamond och Wilson